# Anne Barnéoud
Anne Barnéoud est une pongiste handisport française née le 31 octobre 1983 à Saint-Martin-d'Hères.
Aux Jeux paralympiques d'été de 2008 à Pékin, elle est médaillée de bronze par équipe et en individuel en classe 7.